# Joana Iliewa
Joana Iliewa (bułg. Йоана Илиева; ur. 20 czerwca 2001 w Sofii) – bułgarska szablistka, brązowa medalistka mistrzostw świata.
Treningi szermierki rozpoczęła w wieku 8 lat, a w wieku 12 lat została profesjonalną zawodniczką, gdy zauważył ją trener kadry narodowej Iwajło Wodenow. W 2017 i 2018 roku zostawała wicemistrzynią Europy do lat 18. W 2018 roku wystąpiła także na igrzyskach olimpijskich młodzieży w Buenos Aires, na których zajęła piąte miejsce w zawodach indywidualnych i czwarte w rywalizacji drużyn mieszanych. W 2020 wywalczyła złoty medal mistrzostw Europy do lat 20. W 2022 roku zdobyła brązowy medal mistrzostw Europy do lat 23.
W 2023 roku została mistrzynią Europy do lat 23, zajęła szóste miejsce na seniorskich mistrzostwach Europy w Płowdiwie, a także zdobyła brązowy medal mistrzostw świata w Mediolanie w turnieju indywidualnym.
W 2024 roku reprezentowała Bułgarię na Letnich Igrzyskach Olimpijskich 2024 w Paryżu, gdzie w rywalizacji indywidualnej szablistek po zwycięstwie 15:10 nad Risą Takashimą i porażce 15:10 z Lucą Szűcs zajęła 10. miejsce.